# Anopheles interruptus
Anopheles interruptus este o specie de țânțari din genul Anopheles, descrisă de Puri în anul 1929. Conform Catalogue of Life specia Anopheles interruptus nu are subspecii cunoscute.